# Schulmeister-Steinbruch
Der Schulmeister-Steinbruch ist ein aufgelassener Ruhrsandstein-Steinbruch im ehemals Gemeindebesitz in Syburg, Dortmund. Der Aufschluss zeigt Schichten des Karbons. Der Steinbruch liegt heute im Naturschutzgebiet Hohensyburg - Klusenberg. Als Schaupunkt des Syburger Bergbauwegs wird er betreut vom Förderverein Bergbauhistorischer Stätten Ruhrrevier.
Im frühen 20. Jahrhundert hatten die Lehrer die Erlaubnis, hier einem Nebenerwerb nachzugehen. Sie stellten insbesondere Türschwellen und Türrahmen her. Der Heimatforscher Willi Kuhlmann berichtet: „Die Lehrer der ehemaligen Volksschule Syburg konnten 1929, neben dem Sammeln von Lebensmitteln und der Benutzung einer Lehmgrube zum Ziegelbrennen, in diesem Steinbruch durch Bruchsteingewinnung und -verarbeitung ihr geringes Gehalt aufbessern.“